# Uma Certa Lucrécia
Uma certa Lucrécia é um filme brasileiro de 1957, produzido pelo Cinedistri  do gênero comédia, dirigido por Fernando de Barros.

## Sinopse
Lucrécia é uma costureira de fantasias de carnaval, que gosta de histórias de romance e aventura. As voltas com uma fantasia de gôndola, ela sonha que é Lucrécia Bórgia, em meio à disputa de poder pelo trono de Veneza, e que envolve seu pai, seu irmão e seu marido.

## Elenco
| Ator             | Personagem         |
| ---------------- | ------------------ |
| Dercy Gonçalves  | Lucrécia           |
| Odete Lara       | Júlia              |
| Aurélio Teixeira | César              |
| Ana Maria Nabuco | Cosetta            |
| José Parisi      | Aragão             |
| Luciano Gregory  | Manuel / Maquiavel |
| Mauro Mendonça   | Michele            |
| Eugenio Kusnet   | Alexandre          |
| Walter Stuart    | Magicus            |
| Labiby Madi      | Madame Trejoly     |
| Maurício Nabuco  | Leonardo           |

### Participação
| Ator                     | Personagem        |
| ------------------------ | ----------------- |
| João Alfredo Audi        | Juíz              |
| Ângelo Buonafina         | Espadachim        |
| Lyris Castellani         | dançarina Cigana  |
| Joana D'arc              | Aia               |
| Ruth Prado               | Aia               |
| Henrique de Paula        | Chefe da guarda   |
| Vítor Antônio Mastrarosa | Taberneiro        |
| Eugênio Montesano        | Cozinheiro        |
| Rafael Fernandes         | Gondoleiro        |
| Estanislau Furnan        | Amigo de Leonardo |
| Valentino Guzzo          | Amigo de Leonardo |
| Agnaldo Rayol            | Amigo de Leonardo |

## Principais prêmios e indicações
Prêmio Associação Brasileira de Cronistas Cinematográficos 1957 (RJ)
- Venceu nas categorias de Melhor Fotografia e Melhor Cenógrafo.

Prêmio Saci 1957 (SP)
- Venceu nas categorias de Melhor Fotografia e Melhor Cenógrafo.

Prêmio Governador do Estado 1957 (SP)
- Venceu nas categorias de Melhor Cenografia e Melhor Edição.